# Mazama pandora
El temazate (del náhuatl mazatl, venado), temazate pardo (o gris) o corzuela de Yucatán (Mazama pandora), más conocido como yuk (del maya yucateco yuuk), es pequeño un cérvido que habita desde la península de Yucatán, hasta Belice y Guatemala.

## Descripción
El yuk difiere de sus parientes cercanos (aunque no existe un consenso claro al respecto) principalmente en las medidas del cráneo y cornamenta; ya que este es más redondeado y de cuernos más pequeños. Presenta además una diferencia notable en el color del pelaje respecto al del teamazte o corzo rojo centroamericano, con quien está relacionado de forma simpátrica, al solaparse sus hábitats y con el venado temazate de montaña (Mazama temama), puesto que en el caso del yuk, este es más pardo que rojizo.

## Hábitos y alimentación
El yuk es un pequeño venado de hábitos mayormente crepusculares que se alimenta de una gran variedad de materia vegetal, entre la que se pueden encontrar —además de hojas— , flores, hierbas y retoños y hongos. Su dieta incluye frutos diversos, cuando la estación le permite tener acceso a ellos.

## Estado de conservación

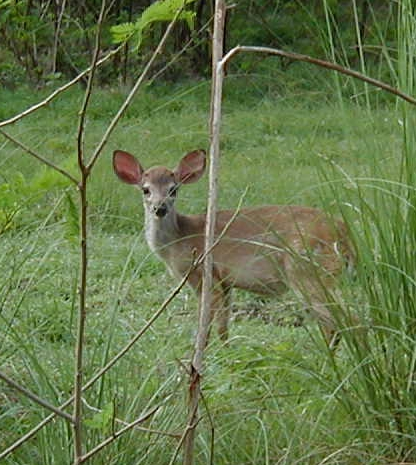
Mazama pandora.

Se encuentra en estado vulnerable debido principalmente a la pérdida de su hábitat y en menor medida a la caza por parte de las comunidades indígenas, aunque los datos científicos al respecto son escasos. Su conservación se complica además, debido a que su reproducción en cautiverio es más complicada que la de otros cérvidos.